# Clifton Forge
Clifton Forge est une ville située dans le comté d'Alleghany en Virginie aux États-Unis.